# Panagiótis Anagnostópoulos
Panagiótis Anagnostópoulos (grec moderne : Παναγιώτης Αναγνωστόπουλος) né en 1790 à Andrítsena en Élide et mort en 1854 à Athènes était homme politique grec qui participa à la guerre d'indépendance grecque.

## Biographie
En 1808, sa famille partit pour Smyrne. De là, il migra à Odessa où il travailla pour un commerçant de Constantinople, Athanassios Sekeris. Ce fut dans cette ville qu'il rencontra les fondateurs de la Filikí Etería, Nikólaos Skoufás, Athanásios Tsakálof et Emmanuel Xánthos. Il devint rapidement membre de cette société secrète. Il en fut un des principaux cadres et réussit à obtenir d'Athanassios Sekeris et du frère de celui-ci un important financement des activités en vue de l'indépendance de la Grèce.
Il s'impliqua alors dans les opérations militaires dans les provinces danubiennes auprès de Dimítrios Ypsilántis qu'il accompagna dans le Péloponnèse en avril 1821. Il participa alors au siège de Tripolizza et aux autres combats dans la grande presqu'île aux côtés de Theódoros Kolokotrónis.
Il fut élu à l'assemblée nationale d'Astros.
Lors de la troisième Assemblée nationale grecque, il refusa de signer ce qu'il appelait la « sujetion britannique » et fut un des artisans de l'appel à la Russie et à Ioánnis Kapodístrias. En 1828, le nouveau gouverneur de Grèce le nomma préfet d'Élide.
Durant le règne d'Othon Ier, il participa à de nombreux gouvernements.
Il mourut à Athènes en 1854 du choléra apporté en Grèce par les troupes franco-britanniques lors de l'occupation du Pirée durant la guerre de Crimée.